# Mr. Majestyk
Mr. Majestyk és una pel·lícula estatunidenca dirigida per Richard Fleischer i estrenada l'any 1974. Està basada en la novel·la escrita per Elmore Leonard. Ha estat doblada al català.

## Argument
Vince Majestyk (Charles Bronson) és un ex Ranger de l'Exèrcit dels EUA instructor i veterà de la guerra del Vietnam que ara és propietari d'una remot melonar al Colorado rural. Necessita collir els seus cultius per tal de mantenir l'explotació econòmicament solvent.
Un pinxo d'estar per casa, Bobby Kopas (Paul Koslo), intenta involucrar Majestyk en una xarxa d'extorsió oferint com a mà d'obra borratxos no qualificats per a collir seu cultiu de síndria. Majestyk fa Kopas fora (amb la seva pròpia escopeta) i en el seu lloc contracta a treballadors qualificats mexicans migrants, incloent-Nancy Chávez (Linda Cristal), amb qui comença una relació Majestyk. Kopas el denuncia amb càrrecs d'assalt en contra, per la qual cosa Majestyk és arrestat i portat a la presó local.
Allà coneix Frank Renda (Al Lettieri), notori assassí a sou en espera de ser traslladat a una presó d'alta seguretat. Els homes de Renda el treuen de la custòdia policial durant un moviment de presoners en un autobús. En l'intent de fuga, Majestyk ajuda a fugir amb Renda encara emmanillat. Majestyk planeja lliurar Renda de nou a la policia per a així acabar la seva collita. Renda ofereix una fortuna per la seva llibertat, però Majestyk només vol tornar al seu melons.
Amb l'ajuda de la seua promesa Wiley (Lee Purcell), Renda escapa de Majestyk. Renda es troba amb el seu advocat i la seva mà dreta Lundy i planeja la seva venjança de Majestyk. El violent Renda és recomanat de volar a Mèxic per eludir una batuda policial a la recerca d'ell, però està encegat pel seu desig de venjança. Els diu als seus homes que troben el "triador de melons" per tenir la satisfacció de matar-lo ell personalment.
En lloc de tenir por, Majestyk dona la volta a la truita. S'inventa un parany en l'amagatall de Renda. Renda traeix els seus propis homes, Lundy i Kopas, el que porta a la mort de Lundy i la captura de Kopas, previ a un enfrontament final entre Majestyk i Renda.

## Actors
- Charles Bronson: Vince Majestyk
- Al Lettieri: Frank Renda
- Linda Cristal: Nancy Chavez
- Lee Purcell: Wiley
- Paul Koslo: Bobby Kopas
- Taylor Lacher: Gene Lundy
- Frank Maxwell: Detectiu Tinent McAllen
- Alejandro Rey: Larry Mendoza
- Jordan Rhodes: Adjunt Harold Richie
- Bert Santos: Julio Tomas

## Pel·lícula en català
La primera emissió en català va ser per TV3 en data de 10 d'agost de 1999 amb el mateix títol que el film original en anglès.